# Albert Mangelsdorff
Pour les articles homonymes, voir Mangelsdorff.
Albert Mangelsdorff (né le 5 septembre 1928 et mort le 25 juillet 2005 à Francfort-sur-le-Main) est un tromboniste et compositeur de jazz allemand.

## Biographie
Il fut l'un des trombonistes les plus innovants du jazz moderne et du free jazz, en développant notamment une technique originale basée sur le jeu polyphonique — une technique apparue au XVIIIe siècle consistant à jouer une note et chanter une autre simultanément pour produire trois, voire quatre sons. Il se définissait lui-même comme Evoluzzer.
Il privilégiait également dans ses compositions et arrangements la recherche sur les sonorités et les timbres. Avant ses concerts, il passait de longues minutes avec l'ingénieur du son à régler ses micros, et il est resté fidèle toute sa carrière à son trombone, un modèle 2B du fabricant King, qu'il avait longuement sélectionné pour son timbre après le vol de son premier trombone, n'hésitant pas à le réparer lui-même, parfois avec des morceaux de ruban adhésif.

## 1970–2005
Au début des années 1970 le quatuor a été relancé avec Sauer, Buschi Niebergall et Peter Giger (1973-1976). Dans le même temps Mangelsdorff explore le nouveau langage avec Globe Unity Orchestra , mais aussi avec de nombreux autres groupes (par exemple, le trio de Peter Brötzmann ). À cette époque, il a découvert multiphoniques, et sons expérimentaux.
Il a joué en tant que tromboniste leader dans un nombre impressionnant de groupe. Dans les années 1970, il a fait les premiers enregistrements en solo et collaboré avec Elvin Jones (1975, 1978), Jaco Pastorius et Alphonse Mouzon (1976), John Surman , Barre Phillips et Stu Martin (1977) et d'autres. En 1975, il a été cofondateur de l'United Jazz and Rock Ensemble qui a existé pendant plus de 30 ans, et a enregistré des albums en duo avecWolfgang Dauner (de 1981). En 1976 Mangelsdorff a commencé à enseigner l'improvisation jazz et le style à la Hochschule für musik frankfurt à Francfort.
Dans les années 1980 et 1990, Mangelsdorff a continué à jouer en solo, en jouant aussi avec le Reto Weber Percussion Ensemble et Chico Freeman . Avec le bassiste français Jean-François Jenny Clark , il a également fondé le groupe de jazz allemand-français. Dans les années 1990, il a également tourné et enregistré avec le pianiste Eric Watson, bassiste John Lindberg et le batteur Ed Thigpen et un deuxième quatuor de musiciens suisses et violoncelliste néerlandais Ernst Reijseger .
En 1995, il a remplacé George Gruntz comme directeur musical pour le JazzFest Berlin . Depuis 1994, le Syndicat des musiciens de jazz allemand accorde un prix régulier en l'honneur de Mangelsdorff, l'Albert-Mangelsdorff-Preis.
En 2007 l'album Folk Mond & Flower Dream fut réédité en CD. Cet album, produit par Horst Lippmann en 1967, était le dernier enregistrement du Albert Mangelsdorff Quintett. Depuis plus de vingt ans, les bandes originales de l'enregistrement semblaient être perdues jusqu'à ce qu'elles furent retrouvées au printemps 2007 dans les archives de Horst Lippmann .
Il joua souvent en solo, ainsi qu'en trio avec basse et batterie (par exemple en trio avec Alphonse Mouzon et Jaco Pastorius, ou Pierre Favre et Léon Francioli). Il participa aussi à l'ensemble européen l'ICP (Instant composer pool).
Même s'il choisit malgré les opportunités de ne pas s'exiler aux États-Unis et de rester fidèle à sa ville de Francfort, son influence est internationale: il fut présent en 1958 et 1965 au fameux festival de Newport et le magazine de jazz américain Downbeat lui décerna le titre de tromboniste de l'année et définit dans son histoire de la technique du trombone les « périodes de l'avant et de l'après Mangelsdorff ».
Il meurt à Francfort à l'âge de 76 ans d'une leucémie.
Il a donné son nom au prix du jazz allemand, le Albert Mangelsdorff-Preis (en) (Deutscher Jazzpreis)